# Кока Микола Григорович
Микола Григорович Кока (1978—2024) — молодший сержант Національної гвардії України, учасник російсько-української війни.

## Життєпис
Народився 16 березня 1978 року в селі Піски Полтавської області. 
Закінчив школу, здобув професію тракториста-машиніста. 
З березня 2023 року — в лавах національної гвардії України. Воював під Кремінною на Луганщині. Пізніше його підрозділ був направлений на Харківщину.
Загинув 10 червня 2024 року в районі села Липці Харківської області.

## Нагороди
- Орден «За мужність» III ступеня (13 грудня 2024, посмертно) — за особисту мужність, виявлену в захисті державного суверенітету та територіальної цілісності України, самовіддане служіння Українському народові[1].